# Municipio Aldama (Chihuahua)
Koordinaten: 29° 6′ N, 105° 30′ W
Aldama ist ein Municipio mit gut 22.000 Einwohnern im mexikanischen Bundesstaat Chihuahua. Das Municipio erstreckt sich über eine Fläche von 9228,4 km². Verwaltungssitz und größter Ort im Municipio ist Juan Aldama. Das Municipio trägt seinen Namen ebenso wie sein Hauptort zu Ehren des mexikanischen Revolutionärs Juan Aldama.

## Geographie
Das Municipio Aldama liegt nordöstlich des Zentrums des Bundesstaats Chihuahua auf einer Höhe zwischen 900 m und 2300 m. Es zählt zur Gänze zur physiographischen Provinz der Sierras y Llanuras del Norte. 49,5 % der Gemeindefläche liegen in der hydrologischen Region Bravo-Conchos und entwässern in den Golf von Mexiko, 46,3 % liegen im endorheischen Becken der Cuencas Cerradas del Norte, 4,2 % entwässern in den Bolsón de Mapimí. Die Geologie des Municipios wird mit über 56,1 % von Alluvionen bestimmt bei 12 % Konglomeratgestein, 11 % Kalkstein, 7 % rhyolithischem Tuff und 5 % Sandstein-Lutit; vorherrschende Bodentypen im Municipio sind der Calcisol (45,5 %), Leptosol (22 %), Regosol (12 %) und Solonchak (8 %). Mehr als 70 % des Municipios werden von Gestrüpplandschaft eingenommen, 23 % dienen als Weideland.
Das Municipio ist umgeben von den Municipios Chihuahua, Ahumada, Coyame del Sotol, Ojinaga, Julimes, Rosales und Aquiles Serdán.

## Bevölkerung
Beim Zensus 2010 wurden im Municipio 22.302 Menschen in 6210 Wohneinheiten gezählt. Davon wurden 218 Personen als Sprecher einer indigenen Sprache registriert, davon 165 Sprecher der Tarahumara-Sprache. Etwa 3,8 % der Bevölkerung waren Analphabeten. 8653 Einwohner wurden als Erwerbspersonen registriert, wovon ca. 70 % Männer bzw. ca. 5,7 % arbeitslos waren. 2,3 % der Bevölkerung lebten in extremer Armut.

## Orte
Das Municipio Ahumada umfasst 190 bewohnte localidades, von denen lediglich der Hauptort vom INEGI als urban klassifiziert ist. 13 Orte wiesen beim Zensus 2010 eine Einwohnerzahl von über 100 auf. Die größten Orte sind:
| Ort                                 | Einwohner |
| Juan Aldama                         | 18.642    |
| La Mesa                             | 00.655    |
| Maclovio Herrera (Estación Falomir) | 00.454    |
| Colonia Menonita las Bombas         | 00.318    |